# NS Savannah
NS Savannah är ett av världens första civila atomdrivna fartyg. NS står för Nuclear Ship och namnet fick hon för att hedra det första ångfartyget som korsade Atlanten 1819, SS Savannah. Fartyget var i drift mellan 1962 och 1970 men kan fortfarande (2021) beses i hamnen i Baltimore.

## Bakgrund
Som följd av ett linjetal 1953 "Atoms for Peace" av USA:s president Dwight D. Eisenhower kom USA att på olika sätt främja alla staters tillgång till civila tillämpningar av kärnkraft samtidigt som man försökte begränsa militär användning. Som en del av detta initiativ fick konstruktionsbyrån George G. Sharp Inc uppdraget att konstruera ett atomdrivet fraktfartyg för civilt bruk. Kölen sträcktes på varvet New York Shipbuilders 1957 i närvaro av Patricia Nixon, hustru till dåvarande vicepresident Richard Nixon, och hon sjösattes i juli 1959. Dopet förrättade rikets första dam, Mamie Eisenhower. Kärnreaktorn levererades av Babcock and Wilcox. På grund av de rigorösa säkerhetskraven och omfattande kontroller skedde leveransen först i maj 1962. Som beställare stod U.S. Atomic Energy Commission samt USA:s Sjöfartsverk och Handelsministerium i samarbete.
Ambitionen att främja civila tillämpningar av kärnkraft innebar en stor öppenhet i projektet som bland annat resulterade i en inbjudan från U.S. Atomic Energy Commission till Stiftelsen Svensk Skeppsforskning (SSF) att på plats få lov att studera projektet under byggtiden. SSF tackade ja till inbjudan och lät 1959 sända Lars Nordström (sedermera generaldirektör för Statens Kärnkraftinspektion) och Jan Stefenson som observatörer. De amerikanska värdarna visade stor öppenhet, och Stefenson och Nordström stor receptivitet, och utbytet kom sedan att dokumenteras 1960 i Teknisk Tidskrift, som utförligt beskriver möjligheter och begränsningar med atomdrift i fartyg.

## Aktiv tjänst

NS Savannah på väg mot Seattle 1962.

NS Savannah förväntades aldrig vara lönsam, utan fungerade som ett demonstrationsprojekt där PR och goodwill var hennes främsta uppdrag. Därför var fartygets linjer designade för att se snitsiga och futuristiska ut, snarare än ändamålsenliga. 
Hon rörde sig graciöst i sjön, bland annat tack vare ett system med aktiva stabilisatorfenor som minskade skeppets rullning. Systemet förbättrade komforten för passagerarna, men bidrog också till fartygets stabilitet samt säker drift av reaktoranläggningen.
PR-uppdraget genomfördes framgångsrikt, och överallt där hon lade till samlades stora skaror för att beundra henne. Inga missöden att tala om finns noterade. Passagerarutrymmena företedde en diskret lyx där passagerarna hade en altan, en simbassäng och ett bibliotek till förfogande, och den rymliga matsalen fungerade också som biosalong. 
1965 leasades NS Savannah till American Export-Isbrandtsen Lines och sattes in på traden mellan USA:s ostkust och diverse medelhavshamnar. Till en början förde hon både styckelast och passagerare, men skepsisen mot kärnkraft började vid de tiderna alltmer göra sig påmind och passagerartrafiken upphörde. Trots påtagliga subventioner fick rederiet inte trafiken att bli lönsam, och leasingkontraktet upphörde 1970.
Troliga orsaker till svårigheterna att nå lönsamhet var att fartyget i förhållande till deplacementet hade ett väldigt blygsamt tilltaget lastrum som var svårlastat och krävde mycket stuveripersonal - detta i en tid då lasthanteringstekniken genomgick något av en revolution med de första RoRo-fartygen och containerteknik. Dessutom var besättningen en tredjedel större än på motsvarande oljedrivna fartyg och behövde vara specialutbildad för reaktordrift. Några år senare skedde kraftiga höjningar av oljepriset vilket kanske skulle kunnat förbättra lönsamheten.

## Avställning och minnesmärke
1970 togs fartyget ur tjänst och övertogs United States Maritime Administration. Kärnbränslet avlägsnades 1971, och 1973  bedömde MARAD det som ogörligt att fartyget åter skulle kunna tas i drift. År 1975 bedömdes de nukleära systemen inte längre vara funktionsdugliga, och material och komponenter med högre grad av radioaktivitet demonterades och fördes bort från skeppet. Med bränsle och högaktiva komponenter borttagna bedömdes vid denna tid fartyget kunna vara i "malpåse" för en tid på åtminstone femtio år, varefter MARAD (Marine Administration) år 1976 erhöll licens av NRC för att inneha den permanent avställda nukleära anläggningen. Licensen medför krav på att skeppet är bevakat och larmat och att  undersökningar och kontroller av strålnivåer återkommande genomförs.
År 1981 lånades fartyget ut till Patriots Point Naval and Maritime Museum i South Carolina och öppnades som museum för allmänheten. På grund av behov av underhåll och reparationer fick fartyget 1994 lämna museet och togs till en torrdocka i Baltimore, MD, och överfördes sedan till MARAD James River Reserve Fleet (JRRF).
Fartyget tilldelades 1991 status  som National Historic Landmark, vilket tydliggör ambitionen att vidmakthålla fartyget och möjliggöra visningar för kommande generationer.
År 2002 beslöt MARAD att påbörja processen att få fartyget friklassat genom att genomföra dekontaminering och bortförsel av kvarvarande radioaktivt material. Genom åren har olika insatser gjorts för att kartlägga, förbereda och planera den slutliga rivningen och saneringen av reaktoranläggningen, och 2018 erhöll MARAD licens för att påbörja demontering och bortforsling av radioaktiva komponenter. Rivningen är planerad att ske mellan 2019 och 2023 och medge en avlicensiering eller friklassning 2024, vilket ger större möjligheter och lägre kostnader i fartygets roll som museifartyg.